# Любин, Валерий Петрович
Вале́рий Петро́вич Лю́бин (род. 15 марта 1946, Тума, Рязанская область) — советский и российский историк, политолог, публицист, переводчик, специалист в области новейшей истории Германии и Италии и международных отношений, доктор исторических наук (2007 г.).
Ведущий научный сотрудник Сектора истории зарубежных стран ИНИОН РАН (с 1973 г.). Приглашенный профессор Мюнстерского, Боннского, Кельнского университетов (с 2004 г.). Председатель Секции истории Центрального Дома ученых РАН, член Российской Ассоциации историков Первой мировой войны, Общества Розенштока-Хюсси. Член Совместной комиссии российских и немецких историков по изучению новейшей истории двух стран, Комиссии славистических исследований при Международном комитете исторических наук. Член редакционных коллегий журналов: «История» (ИНИОН РАН), «Россия XXI» (Москва), «Storia e Futuro» (Болонья, Италия).

## Биография
Валерий Петрович Любин родился в поселке городского типа Тума Рязанской области РСФСР. В 1964 году окончил среднюю и музыкальную школы, поступил на исторический факультет МГУ (1964—1969), продолжив затем учёбу в аспирантуре Института всеобщей истории АН СССР в 1969—1972 годах под научным руководством выдающегося историка-итальяниста Каролины Франческовны Мизиано.
С 20 апреля 1973 года приступил к работе в ИНИОН: в 1973—1983 гг. младший научный сотрудник, в 1983—2003 гг. старший научный сотрудник, в 1993—1997 гг. заведующий сектором изучения политических партий и движений, с 2004 г. — ведущий научный сотрудник Отдела истории ИНИОН РАН.
С 1960-х годов занимается систематическим сбором материалов в государственных и частных архивах и библиотеках России, Италии, Германии, Австрии, Швейцарии, Нидерландов, Эстонии.
Работать в системе Академии наук СССР В. П. Любин начал ещё будучи студентом 1 и 2 курсов Исторического факультета МГУ, когда по просьбе руководства Института археологии АН СССР и с разрешения декана Исторического факультета в апреле-мае 1965—1966 гг. направлялся для участия в составе небольшой группы исследователей в экспедиции археологической разведки древнегреческих поселений в районе Новороссийска, Геленджика и Малой земли (руководитель д.и.н. Н. А. Онайко). Продолжил работу как специалист-археолог в экспедициях ЛО ИА АН СССР и Государственного Эрмитажа в Ольвии (руководители д.и.н. А. Н. Карасев и к.и.н. Е. И. Леви) в 1969—1975 гг. (в 1969 г. стал в Ольвии автором находки древнегреческой скульптуры — куроса V в. до н. э., вошедшей в главную экспозицию Государственного Эрмитажа в Зимнем дворце в Санкт-Петербурге). В сезоны с 1970 по 1985 гг. работал в Дунайской археологической экспедиции Одесского археологического музея (руководитель к.и.н. Р. Д. Бондарь), в последние годы как заместитель начальника экспедиции (составленные им полевые дневники экспедиции хранятся в Одесском археологическом музее). В 1986 г. работал в археологической экспедиции в Таджикистане (руководитель академик Литвинский, Институт востоковедения РАН).
Активно участвовал в движении студенческих строительных отрядов (ССО), трудился в составе ССО МГУ дважды на целине в Северном Казахстане (Целиноградская обл.), Подмосковье (Клинский район), ГДР (г. Шведт-на-Одере), Якутии (г. Жатай), 1965—1975 гг., в агитбригадах студенческой самодеятельности в ДК МГУ, в ССО в Казахстане, в оркестре ЦДКЖ в Москве, в студенческой бригаде в ГАБТ, 1964—1969 гг. Награждён памятной медалью «10 лет студенческих строительных отрядов МГУ».
Выступает с докладами на международных научных конференциях, в том числе в ходе советско-итальянских встреч историков в Москве, 1968—1989 гг.; участвует в проведении всемирного Конгресса Международного комитета исторических наук в Москве в 1970 г.; в российско-итальянских, российско-германских, международных конференциях и конгрессах, 1968—2022 гг.
Подготовил каталоги и курировал проведение научных выставок РАН в Италии — «Голография в СССР» в 1987 г. в Болонье (палаццо Ре Энцо) в 1987 г., Флоренции (музей Алинари) в 1988 г. и в том же году в Неаполе (выставочный комплекс Ольтре Маре), международной археологической выставки «Сокровища Средней Азии», Рим, Палаццо Венеция, 1993 г.
Проводил научные доклады и тематические лекции в российских (Санкт-Петербург, Екатеринбург, Кемерово, Томск, Рязань, Калининград) и зарубежных университетах и научных институтах (Италия: Флоренция, Сиена, Рим, Милан, Неаполь, Турин, Венеция, Перуджа, Триест, Гориция, Удине, Лукка; Германия: Кёльн, Мюнстер, Бонн, Берлин, Гамбург, Констанц, Люнебург, Дрезден, Гёттинген, Аугсбург и Фройденберг; Австрия: Инсбрук; Швейцария: Цюрих; Эстония: Таллин).
На протяжении многих лет, вплоть до 2018 г., В. П. Любин был председателем одной из научных секций Дома ученых РАН в Москве — Секции истории. В 2008—2015 гг. являлся членом созданной в 1997 г. и поддерживаемой правительствами РФ и ФРГ Совместной комиссии российских и германских историков по изучении новейшей истории двух стран, в состав которой входят и многие германисты из институтов РАН.
Ведет преподавательскую деятельность: лекции, семинары и спецкурсы в МГИМО (2003 г., в должности доцента), МГЛУ (2004—2015 гг. в должности профессора), Институте Европы им. Клауса Менерта Калининградского государственного технического университета (2013), в Мюнстерском (2004—2017), Боннском (2010—2018), Кёльнском (2011—2022) университетах как приглашенный профессор, в РУДН (2020-2022 гг.). Осуществляет руководство диссертационными работами аспирантов в ИНИОН и ГАУГН в Москве, докторантов в немецких и итальянских университетах.
Интервьюировал российских и зарубежных учёных, философов, политических деятелей и писателей, в том числе председателя Сената Италии Джованни Спадолини, философов Норберто Боббио, Ганса-Георга Гадамера, экс-канцлера ФРГ Гельмута Шмидта, историка и философа Эрнста Нольте, культуролога Григория Померанца, социолога Кристофа Буттервегге и др.
Автор статей в Большой Российской энциклопедии, Философской энциклопедии, Католической энциклопедии, Политологической энциклопедии, Российской исторической энциклопедии, в энциклопедическом словаре «Первая мировая война».
Автор монографий, статей, рецензий, научных и литературных переводов, ответственный редактор научных сборников. Научно-публицистические работы В. П. Любина печатались во многих журналах и газетах в России и за рубежом: «Литературная газета», «Независимая газета», «Век», «Представитель власти» и др., «Neue Gesellschaft», «Osteuropa», «Frankfurter Allgemeine Zeitung»,  «Kulturaustasch» и др. в Германии, «Unita'», «Avanti», «CIRSS» и др. в Италии, «Вышгород» в Эстонии, «Cahiers du Monde Russe» во Франции, «Johnson’s Russia List» в США и др.
Основная тематика исследований: история и современность стран Европы, прежде всего Италии, Германии, России, история международного рабочего и социалистического движения,еврокоммунизм, социал-демократия, левые партии Европы, тоталитарные режимы Европы XX века, деятельность политических партий и движений, крайне правые политические организации, политическая культура, политическая философия, гражданское общество, история ЕС и его взаимоотношения с Россией, федерализм, миграция.
Труды В. П. Любина по упомянутой выше разнообразной проблематике публиковались с начала 1970-х годов как в России, так и за рубежом: в Италии, Германии, Франции, США, Ватикане, Украине, Эстонии, Польше, Румынии и других странах.
Является первым переводчиком на русский язык всемирно известного итальянского писателя, эссеиста и исследователя культур Италии и Центрально-Восточной Европы Клаудио Магриса (роман «Другое море», СПб., 2005), а также трудов знаменитого итальянского философа Норберто Боббио.

## Избранная библиография
1. Из библиографии В. И. Ленина по Италии (швейцарский период, 1914—1917 гг.) // Проблемы итальянской истории. М., 1972.
2. A Letter from the Far Past (An Antique Greek Lead Plate Letter from the Island Berezan Dating from the 5th Century b. C.). Moscow, 1973.
3. Политический кризис в Италии в начале первой мировой войны. М., 1976.
4. Италия накануне вступления в первую мировую войну (на пути к краху либерального государства). Автореф. дисс. на соискание уч. степени кандидата истор. наук. М., 1977.
5. Политическая борьба в Италии в начале первой мировой войны // Проблемы итальянской истории. М., 1978.
6. Западноевропейские крайне правые в освещении новейшей западной литературы. М., 1978.
7. Storiografia sovietica sull’Italia. Firenze, Universita’, Facolta’ di Scienze politiche «Cesare Alfieri», 1980 (manoscritto).
8. Италия накануне вступления в первую мировую войну. На пути к краху либерального государства. М., 1982.
9. Общественно-политические взгляды Б.Кракси. М., 1983.
10. Буржуазные политические партии Западной Европы в 80-е годы. Сб. Вып. 1. Отв. ред. М., 1984.
11. Итальянская социалистическая партия: теория и политика (1976—1984 гг.). М., 1985.
12. Италия в середине 80-х годов. Сб. Ч. 1. М., 1986. Ч. 2. Отв. ред. М., 1987.
13. Итальянская партийно-политическая система и её интерпретации в итальянской политической науке // Актуальные проблемы Западной Европы. Сб. Вып. 19. М., 1987.
14. Буржуазные политические партии Западной Европы в середине 80-х годов. Сб. Вып. 2. Отв. ред. М., 1988.
15. ИСП в партийно-политической системе Италии. М., 1990.
16. Миф и мышление древних греков в концепции Ж.-П.Вернана // Личность и общество в религии и науке античного мира (соврем. зарубежная историография). Personality and Society in the Religion and Sciences of the Classical World. Сб. М., 1990.
17. «Европейская цивилизация» и «европейская идентичность»: современные интерпретации (в соавт. с Т. М. Фадеевой) // «Европейский альманах». М., 1990.
18. Правовые основы охраны памятников культуры: Западный опыт // Материалы Всесоюзной научно-практ. конф. по охране памятников истории. Севастополь, 1990.
19. Против мифа суверенного государства: Стратегия для Соединенных Штатов Европы (Европеизм и федерализм в концепциях Л.Эйнауди и А.Спинелли) // Историко-культурные основы европейской цивилизации. Сб. М., 1991.
20. Беттино Кракси. От обновления партии к «великой реформе» // Лидеры социал-демократии. Сб. М., 1991.
21. Общественно-политические взгляды Н.Боббио. М., 1991.
22. Последняя вспышка «коммунизма» на Западе: еврокоммунизм и его идеи // «Политические партии Западной Европы, 1945—1990 гг.». Монография (авт., отв.ред. и сост.). (Рукопись). М., 1991.
23. Непотопляемый enfant terrible политических систем Запада: крайне правые в 70-е — 80-е годы // «Политические партии Западной Европы, 1945—1990 гг.». Монография (авт., отв.ред. и сост.). (Рукопись). М., 1991.
24. Г. В. Плеханов и левые интеллектуалы Италии на рубеже XIX—XX вв. (по материалам Архива Дома Плеханова) // II Плехановские чтения. Ленинград, 1991.
25. Г. В. Плеханов в зеркале советских и зарубежных исследований (по материалам II Плехановских чтений в Ленинграде) // История российской социал-демократии. Сб. М., 1992.
26. Corrispondenza di Plechanov con i socialisti e democratici italiani // «Societa’ e politica al tempo di formazione del Partito Socialista Italiano». Siena, 1992.
27. Il ruolo degli intellettuali // «Attori sociali e progettazione del mutamento nell’Est europeo. Ideologie ambientali, societa’, istituzioni». Gorizia, 1992.
28. СССР: миф и массы // Россия в исследованиях зарубежных специалистов. М., 1992.
29. Sozialdemokratische Parteien in den Nachfolgestaaten der Sowjetunion. Köln, 1992.
30. Россия в новом геополитическом пространстве. М., 1992 (рукопись).
31. 100-летие Итальянской социалистической партии: по материалам новых книг // Актуальные проблемы социал-демократии. М., 1992. Вып. 2.
32. Partiti politici in Occidente e in Russia: è possibile un confronto? // CIRSS: Quaderni di studi e ricerche sull’Europa centro-orientale. Milano, 1993, N. 2.
33. Бедность по-русски и по-итальянски (совм. с С. Н. Быковой) // СОЦИС. Социологические исследования. М., 1993, N 2.
34. Сто лет Итальянской социалистической партии: историография последних лет// III Плехановские чтения. СПб., 1993.
35. Mussolini e i servizi segreti russi // CIRSS. Milano, 1994, N 1.
36. Муссолини и царская разведка // Россия и современный мир". М. 1995, N 1.
37. Политические партии и общественные движения в России и на Западе: Христианско-демократическое движение в Европе. Сб. Отв. ред. М., ИНИОН, 1994.
38. Партии и партийные системы современной Европы. (К XIII Международному Конгрессу политических наук, Берлин, август 1994). Сб. Отв. ред. М., 1994.
39. Социал-демократия и реформы: Кто защитит наемных работников? // Перспективы социальной демократии в России. Сб. М., 1994.
40. Политическая культура Италии (в соавт. с Ю. П. Лисовским) // Политическая культура: теория и национальные модели. М., 1994.
41. Политические партии и общественные движения в России и на Западе: Процесс формирования. Методы исследования. Сб. Отв. ред. М., 1994.
42. Политические партии в России и на Западе: Функционирование партийных систем. Сб. М., 1995.
43. Russia in the new geopolitical space // XIII International Session of Norvegian PRIO. Tallinn, 1995 (manuscript).
44. Политическая культура Италии (в соавт. с Ю. П. Лисовским). М., 1996.
45. Riforme nella Russia e nella Cina: l’analisi di confronto // «I processi di globalizzazione e l’Oriente». Napoli, Facolta’ di Scienze politiche, Universita’ Orientale, 1996 (manoscritto).
46. Sviluppo politico-istituzionale della Russia postcomunista. Napoli, Universita’ Orientale, 1996 (manoscritto).
47. Il sistema partitico della Russia contemporanea: le tendenze di sviluppo // Firenze, Universita’ statale, Facolta’ di Scienze politiche «Cesare Alfieri», 1996 (manoscritto).
48. Социализм и национализм в XX веке: размышления на рубеже веков // IV Плехановские чтения. Историософские проблемы общественных наук на рубеже тысячелетий: Вторая половина XIX—XX вв. (Современное видение истории). Сб. СПб., 1996.
49. Aktuelle Entwicklungen im Parteiensystem Russlands vor den Wahlen // Perspektiven ds. Marburg, 1996, 13 Jg., Heft 2.
50. Итальянская партийно-политическая система в 90-е годы (Переход от Первой ко Второй республике). М., 1997.
51. Партии и движения Западной и Восточной Европы. Сб. М., 1997.
52. Второй Ватиканский собор и информация о нём в Советском Союзе // Второй Ватиканский собор: Взгляд из России. М., 1997.
53. Das Zweite Vatikanische Konzil und die wissenschaftliche Literatur darüber in der Sowjetunion // Vatican II in Moscow (1959—1965). Acts of the Colloquium on the History of Vatican II, Moscow, March 30 — April 2, 1995. Leuven, 1997.
54. Итальянская социалистическая партия: славная история и бесславный конец? // Проблемы демократии в теоретической мысли итальянского социализма. Материалы Круглого стола, посвященного 100-летию газеты «Аванти!». М., 1997.
55. Russlands mühsamer Weg // Neue Gesellschaft/Frankfurter Hefte. Bonn 1997, N 1.
56. Russland und die EU // «Russland und die Erweiterung der EU», Ost-West Kolleg. Köln, 1997 (Manuskript).
57. Die Entwicklung politischer Parteien in Russland // Universität Innsbruck, Institut für Politikwisenschaften, Forschungsstelle Demokratische Bewegungen. Innsbruck, 1997.
58. Sozial-ökonomische Ergebnisse der Reformen in Russland // «Zwischenbilanz der wirtschaftlichen und sozialen Entwicklung nach der Wende». G.Heinemann-Akademie, Freudenberg, 1997 (Manuskript).
59. La Russia e Unione Europea // CIRSS. Milano, 1997, N 2.
60. La produzione del diritto nella Federazione Russa: leggi e decreti presidenziali (1993—1997) // La transizione russa nell’eta‘ di El’cin. Milano, 1998.
61. Die Außenpolitik Russlands in den 90-er Jahre (Manuskript). Köln, 1998.
62. Politische Parteien und Demokratie im postsowjetischen Russland (zusammen mit A.N.Kulik). (Manuskript). Köln, 1998.
63. La situazione politica nella Russia dei nostri giorni. Societa’ «Eurasia». Milano, 1998 (manoscritto).
64. Idee e movimenti politici nella Russia d’oggi. Milano, Universita’ degli Studi, Dipartimento di scienze della storia e della documentazione storica, 1998 (manoscritto).
65. La politica estera della Russia negli anni Novanta (1991—1998). Udine, Universita’ degli Studi, 1998 (manoscritto).
66. Будущее левых сил: теоретическая дискуссия // Социал-демократия накануне ХХI столетия. М., 1998.
67. Итальянская партийно-политическая система в 90-е годы (Переход от Первой ко Второй республике) // МЭМО. М., 1998, № 7.
68. Будущее левых сил (Теоретическая дискуссия) // Социал-демократия в Европе на пороге XXI века. М., 1998.
69. Politische Parteien in Russland: Geschichte und Gegenwart. Universität Zürich, Osteuropa Abteilung des Historischen Seminars. Zürich, 1999 (Manuskript).
70. Comunismo e destino storico della Russia, Germania ed Italia nel secolo XX // «L’ultimo Ottobre: Ragionamenti sul comunismo come problema irrisolto». Roma, Fondazione Εποχη’, Liceo Ginnasio «T.Tasso», 1999 (manoscritto).
71. Итальянская партийно-политическая система на переходе от Первой ко Второй республике // Политические партии Европы. Стратегия и тактика в период между выборами. М., 1999.
72. Политические партии Европы. Стратегия и тактика в период между выборами. Отв. ред. М., 1999.
73. Европейские левые: проблемы и перспективы // МЭМО. М., 1999, № 7.
74. Россия, Германия, Италия: общность и различие исторических судеб в XX веке // V Плехановские чтения. СПб., 1999.
75. Das Fenster zum Westen" — Gründung und Geschichte St. Petersburgs als Ausdruck einer Brückenfunktion zwischen Russland und Westeuropa // «Ostseedialog1». Rügen, 2000 (Manuskript).
76. Government and Civil Society in Contemporary Russia: Prospects for Mutual Cooperation // www.cdi.org, Johnson Russia List, N 5254, June 27, 2001 (USA).
77. Demokratie oder Autoritarismus: Politische Kultur Russlands am Transformationsscheideweg // «Putins Russland». Konstanz, 2001 (Manuskript).
78. Konzert der nationalen Kulturen Europas — Zukunft der Weltzivilisation [Die Welt bedarf der Europäisierung]. Interv. mit dem russ. Philosophen G.S.Pomeranz // Kulturaustausch. Berlin, 2001. N 3.
79. «Но идея не умирает»: Интерпретации истории итальянского социализма // Диалог со временем. М., 2001.
80. Россия, Германия, Италия: Три пути развития в XX веке (сравнительно-исторический анализ) // Россия. Политические вызовы XXI века. М., 2002.
81. Треугольник: государство — рынок — гражданское общество // Россия в условиях трансформаций. М., 2002. Вып. № 18-19.
82. Demokratie oder Autoritarismus? Altes und Neues in der politischen Kultur Russlands. «Demokratie und Autoritarismus in Russland». Mülheim, 19-21. Januar 2002 // Dokumentation. Frankfurt am Main, 2002.
83. Autoritarismus oder Demokratie? Zur politischen Kultur im heutigen Russland // Osteuropa. Stuttgart, Aachen, 2002. N 2.
84. Fenster nach Europa: St. Petersburg, 1703—2003 // Lüneburg, Ost-Akademie, 2002 (Manuskript).
85. Gli ambasciatori russi a Roma e le relazioni tra il Vaticano e l’Italia tra XIX e XX secolo // Santa Sede e la Russia da Leone XII a Pio XI. Citta’ del Vaticano, 2002.
86. Итало-советские торгово-экономические отношения в 1920-е годы // Вопросы истории. М., 2002, N 11.
87. Итальянское социалистическое движение: Страницы истории. Социал-демократия сегодня. Вып. 1. М., 2002.
88. Дискуссии о политической культуре современной России // Россия и современный мир. М., 2002, N 2.
89. Трудное восстановление социал-демократии в России. 1980—1990-е годы: деятельность СДПР // VI Плехановские чтения. СПб., 2002.
90. Итальянские социалисты и российские революционеры (конец XIX — начало XX вв.) // К 75-летию Дома Плеханова, 1928—1993. Сб. СПб., 2003.
91. Российская политика в оценках экспертов (в соавт. с Л. И. Никовской) // Россия и современный мир. М., 2003, N 3.
92. Тоталитаризм в Германии, Италии и СССР: споры историков //«Тоталитарный менталитет: проблемы изучения, пути преодоления: Материалы международной научной конференции. Кемерово, 2003.
93. Столетняя история „итальянского социализма“ // Новая и новейшая история. М., 2003. N 2.
94. Израиль в центре Европы: неизвестный проект создания еврейского государства на территории Германии // Материалы 9-й ежегодной Международной междисциплинарной конференции по иудаике. Ч. 1. М., 2002.
95. Israel au centre de l’Europe: projet de fondation de l’etat juif sur le territoire de l’Allemagne // Revue des Etudes juives. Paris, Sorbonne, 2003 (manuscrit).
96. Революция миграции и её регулирование. Опыт России, Германии и ЕС в отражении научной литературы и СМИ. М., 2003.
97. Германия - Италия - Россия: Многопартийный диссонанс // Европа: Партии и выборы. М., 2003.
98. Il ruolo di Franco Marinotti e della compania CICE nei rapporti economico-commerciali tra l’Italia e l’URSS negli anni ‘20-’30 // Milano: Ch.Marinotti ed., 2003 (manoscritto).
99. Левые Европы. Итоги прошлого и перспективы нового века // Перспективы лівоi iдеологii в умовах социальных трансформацій. Київ, 2003.
100. Гражданское общество в Германии: Научный и политический дискурс (в соавт. с Т. Н. Мацонашвили) // Актуальные проблемы Европы. Гражданское общество в современной Европе. М., 2003, № 2.
101. Дискуссии о тоталитаризме в Германии, Италии и России // Михайленко В. И., Нестерова Т. П., Любин В. П. Тоталитаризм: Спор историков. Екатеринбург, 2003.
102. Трудное восстановление социал-демократии в России в 80-е — 90-е годы: Деятельность СДПР // Социал-демократия сегодня. Вып. 2. М., 2003.
103. Многопартийность в России (в соавт. с Л. И. Никовской) // Россия. Политические вызовы XXI века. М., 2003.
104. Норберто Боббио о левых и правых. // Неприкосновенный запас. М., 2003. № 5 (31).
105. Норберто Боббио как политический философ // Выборы в России и российский выбор. Третий Всероссийский конгресс политологов. М.: ИНИОН РАН, 28.-29.04.2003. М., 2003.
106. Современная Италия. Сб. Отв. ред. и сост. М., 2004.
107. История определяет современность: Дискуссии итальянских интеллектуалов // Современная Италия. М., 2004.
108. Преодоление прошлого: Споры о тоталитаризме. М., 2005.
109. Философия Норберто Боббио // Итальянская и испанская философия. Сб. М., 2005.
110. Социализм и национализм — антирелигии XX в. // Религия и политика в XX веке. Religione e politica nel Novecento. М., 2005.
111. Италия: трудный путь федерализации // Космополис. М., 2005, N 3 (13).
112. Russland: Ein schwieriger Anfang im 21.Jahrhundert // Neue Gesellschaft/Frankfurter Hefte. Berlin, 2005, N 9.
113. Ein unbekannter Adenauer» (zusammen mit H.Brahm) // Frankfurter Allgemeine Zeitung, 13.09.2005.
114. Дипломатия высокого риска. Независимая газета, Идеи и люди. М., 13.09.2005.
115. Дискуссии о левых в Италии и их политическая подоплека // Европейские левые на рубеже тысячелетий. М., 2005.
116. Современная миграционная политика европейских стран // Использование иностранной рабочей силы в России: проблемы и перспективы. М., 2005.
117. Италия и русская революция 1905—1907 гг. // VII Плехановские чтения. СПб., 2005.
118. Левые партии: Споры о прошлом и будущем // Социал-демократия Европы в начале XXI века // М., 2006.
119. Аденауэр и СССР (в соавт. с Х.Брамом) // Россия и современный мир. М., 2006.
120. Die Entstehung totalitärer Systeme in Russland, Italien, Deutschland und ihre Einschätzung durch Eugen Rosenstock-Huessy // Globale Wirtschaft und humane Gesellschaft. Ost-, West- und Südprobleme. Herausgegeben von R. Hermeier, M. M. Huessy und V. Ljubin. Münster, 2006.
121. Италия: Партии, мафия, коррупция, операция «Чистые руки» // РЖ «История». М., 2006. № 4.
122. Социалисты в истории Италии. ИСП и её наследники, 1892—2006. Автореф. дисс. на соискание ученой степени доктора исторических наук. М., 2007.
123. La rivoluzione del 1905—1907 e il raffreddamento dei rapporti russo-italiani all’inizio del XX secolo (sulla base dei materiali degli archivi russi) // 1905: l’altra rivoluzione russa. Milano, 2007.
124. Russkaja revoljucija 1905-1907gg. i ital´janskie levye // Cahiers du monde russe. Les résonances de 1905. Paris, 2007, N 2-3 (Vol 48).
125. Социалисты в истории Италии: ИСП и её наследники, 1892—2006. М., 2007.
126. Участие Италии в Мюнхенском сговоре: Документы и исследования // Мюнхенское соглашение 1938 г.: История и современность. М., 2009.
127. Итальянские социалисты: "солнце будущего" ставшее славным прошлым // Социал-демократия в российской и мировой истории. Обобщение опыта и новые подходы. Сб. М., 2009.
128. Восстановление демократии в Италии (1943-1953 гг.) // Вторая мировая война и послевоенная демократия. Волгоград, 2009.
129. Итальянские «левые»: от Будапешта 1956 г. до Праги 1968 г. // 1968 год. «Пражская весна». Историческая ретроспектива. Сб. М., 2010.
130. «Пространство памяти»: Папство в истории и современности // Церковь и религиозное сознание в новое и новейшее время. М.: ИНИОН РАН, 2010.
131. Россия и Италия. К 150-летию Италии. Статьи (отв. ред., авт. и сост.) // «Родина». М., 2011, N 4.
132. На перекрестке Средиземноморья. «Итальянский сапог» перед вызовами XXI века. Монография (авт. и соавт.). М., 2011.
133. Образ СССР в Италии, 1922—1991 // IX Плехановские чтения. СПб., 2010.
134. Италия в борьбе за «неискупленные земли» // Новая и новейшая история. М., 2011. N 4.
135. Европейские интеллектуалы и Первая мировая война (пример Ойгена Розенштока-Хюсси) // Первая мировая война. Взгляд спустя столетие. Материалы международной конференции. «Первая мировая война и современный мир». М., 2011.
136. Италия — политичеcкие перемены последнего двадцатилетия // Россия и государства Апеннинского полуострова на современном этапе. М., 2012.
137. Италия и Австро-Венгрия: terre irredente как повод для войны // Народы Габсбургской монархии в 1914—1920 гг.: от национальных движений к созданию национальных государств. (в соавт. с Г. Д. Шкундиным). М., 2012.
138. Распад «советской империи»: подходы западных экспертов // Х Плехановские чтения. СПб., 2012.
139. «Очерки» загостившегося поклонника (к 100-летию книги М. А. Осоргина «Очерки современной Италии») // «Вышгород». Таллинн, 2013, N 4-5.
140. Политлексикон (перев., соавт., отв. ред). М., 2013 (электр. вариант 2015).
141. Information und Diskussion zur Lage der Russischen Akademie der Wissenschaften. Universität Konstanz, 2014 (Manuskript).
142. Первая мировая война: Современная историография. М., 2014 (авт. и отв. ред.) (электронный вариант 2015).
143. Парабола Сильвио Берлускони, 1994—2014 // Итальянская Республика в меняющемся мире. Сб. М., 2014.
144. Россия и Италия, 1914—1915 гг. // XI Плехановские чтения. Россия в геополитической ситуации, 1914—1918 гг. СПб., 2014.
145. «Аудиоистория Нидерландов» Фейко Хоувелинга как образец популяризации европейской и национальной истории в Интернете // Россия и Нидерланды в XVII—XX вв.: новые исследования и актуальные проблемы. М., 2014.
146. EU-Ukraine-Russland, Betrachtungen aus russischer Perspektive. Köln, Lions Club, 2014. (Manuskript).
147. Россия и Германия в борьбе за Италию, 1900—1915 гг. // Научный коллоквиум «Первая мировая война», 17-я встреча Комиссии российских и германских историков. Берлин, 2014.
148. Особенности итальянского фашизма // Известия Уральского федерального университета. Сер. 3. Екатеринбург, 2014, N 1.
149. Беппе Грилло и его «Движение 5 звёзд»: необычный феномен итальянской политики // Италия в начале XXI века. Сб. М., 2015.
150. Итальянские консерваторы: история и современность // Консерватизм и развитие. Основы общественного согласия. Сб. М. 2015.
151. Totalitarismus in Deutschland, Italien und der UdSSR. Konferenz, gehalten von Valerij Ljubin. Germersheim, Universität Mainz. 16.01.2015 (электронная версия).
152. La collocazione geopolitica della Russia nel mondo globale. Roma, Facolta’ di Scienze politiche, Universita’ Sapienza di Roma, 2015 (manoscritto).
153. Неизвестная конференция (Мальта 1945): Англо-американская дипломатия накануне встречи лидеров Великих держав в Ялте. Дом ученых РАН в Москве, Секция истории, 02.11.2016 г. (рукопись).
154. Анжелика Балабанова и итальянские социалисты // Россия и современный мир. М., 2016. № 4 (93).
155. История нацистского рейха и его краха. Восприятие нацистского режима современными немцами // РЖ. «История». М., 2016, № 1.
156. Выходцы из Российской империи и СССР в Италии. Russian and Soviet People in Italy // Российская история. М., 2016, № 5.
157. Италия, увиденная из Кремля. Годы разрядки в архивах Центрального Комитета КПСС, 1953-1970 // РЖ «История». М., 2016, № 4.
158. Грациози А. История СССР, 1914-1991. Отв. ред-р и переводчик. М., 2016.
159. Генеалогия русофобии: исследование итальянского историка Роберто Валле // Перспективы. Электронный журнал. М., 2016. № 3 (7).
160. Россия и Италия. История, политика и культура двух стран в монографиях российских и итальянских учёных // РЖ «История». М., 2017, № 3.
161. Фашизм и правый радикализм: Подходы российских и зарубежных учёных на страницах журнала «Берегиня-Сова-777» // РЖ «История». М., 2017, № 3.
162. Современный кризис ЕС и позиции различных политических сил Германии // Современная Европа. Сб. к 30-летию Института Европы. Часть 1. ИЕ РАН, 2017.
163. «Неизвестная конференция». Англо-американская дипломатия накануне Ялты (Мальта, 30.01.-02.02.1945) // Россия XXI. М., 2017, № 3.
164. V. Ljubin. Russland und Deutschland im Kampf um Italien, 1900—1915 // Der Erste Weltkrieg. Deutschland und Russland im europäischen Kontext. Mitteilungen der Gemeinsamen Kommission für Erforschung der jüngeren Geschichte der deutsch-russischen Beziehungen. Berlin, Boston: De Gruyter Oldenbourg, 2017. (То же на рус. яз.: Россия и Германия в борьбе за Италию, 1900—1915 // Первая мировая война. Россия и Германия в европейском контексте. Берлин, Бостон: Де Грюйтер Ольденбург, 2017).
165. R. Alonzi, V. Ljubin. Villa Berg: la storia eccezionale di un cinquantennio (1898—1949). Dal microcosmo culturale moscovita al macrocosmo politico mondiale // L’Ambasciata d’Italia a Mosca. Villa Berg. Mosca, 2017. (То же на рус. яз.: Р. Алонци, В. Любин. "Особняк Берга: Незаурядная пятидесятилетняя история, 1898—1949. От микрокосмоса московской культуры к макрокосмосу мировой политики // Посольство Италии в Москве. Особняк Берга. М., 2017).
166. V. Ljubin. L´Ostpolitik vaticana dalla prospettiva della Repubblica Federale Tedesca // Convegno internazionale di Studi «L’Ostpolitik del Vaticano, l’Unone Sovietica e la Chiesa ortodossa russa (1958—1978), Mosca, 20-21 giugno 2017. (То же на рус. яз.: Любин В. П. „Восточная политика“ Ватикана: Взгляд из ФРГ // Международная научная конференция „Восточная политика“ Ватикана, Советский Союз и Русская Православная церковь (1958—1978)». М.: ИВИ РАН, 20-21.06.2018.
167. Русская революция и Италия: российская и итальянская историография // ХII Плехановские чтения. Великая русская революция 1917 г.: проект альтернативного исторического развития. СПб., 2017.
168. Ljubin V. L’Italia e la rivoluzione russa del 1917 // «1917-2017. Un radioso avvenire». Roma: Sapienza, 6-8 Nov. 2017.
169. Веб-сайты Международного института социальной истории (IISG) как образец представления работы архива и библиотеки в Интернете // Трансформации музеев-библиотек-архивов и информационное обеспечение исторической науки в информационном обществе. Сб. статей по материалам научно-практического семинара (Москва, ИНИОН, 21 февраля 2017 г.). М., 2017.
170. Италия и Россия: сотрудничество и полемика Итальянской социалистической партии с большевиками и Коминтерном, 1917—1922 гг. (Italy and Russia: cooperation and polemics of the Italian socialist party with the Bolsheviks and the Comintern, 1917—1922) // 1917 год. Государство. Власть. Территория. Доклады Международной научной конференции, М.: РГГУ, 25 октября 2017 г. М., 2017.
171. Итальянская историография революции в России 1917 года // Великая русская революция 1917: сто лет изучения. Материалы междунар. науч. конф. Москва, ИРИ РАН, 9-11 октября 2017 г. М., 2017.
172. Русская эмиграция в Италии в XX веке // Россия и современный мир. М., 2018, № 1.
173. Решающий 2017 год: Политические партии и выборы в Германии // Актуальные проблемы Европы. М., 2018, № 2.
174. Дуче, фашизм и политика памяти в Италии (в соавт. с Н.Г. Тереховой) // Историческая экспертиза. М., 2018, № 4.
175. Марксизм и итальянские социалисты: Предыстория и история ИСП, 1871—1922 гг. Доклад на международной конференции. Дом Плеханова. СПб, 30 мая −1 июня 2018 г. СПб., 2018.
176. Волна миграции в Европе и изменения в политике стран ЕС (на примере Германии и Италии, 2015—2018 гг.) (в соавт. с Р. Алонци) // Большая Евразия: Развитие, Безопасность, Сотрудничество. Ежегодник. Выпуск 1 Часть 2. М., 2018.
177. Российская революция и Италия // Российская революция 1917 г. и ее место в истории XX века. МГИМО, ИВИ РАН, 27-28 сентября 2017 г. М., 2018.
178. Революция и Гражданская война в России: Современная историография. Сб. статей, рефератов и обзоров. Отв. редактор и автор статьи. М., ИНИОН, 2018.
179. Гражданская война и красный террор в Крыму // Революция и Гражданская война в России: Современная историография: Сб. статей, обзоров и рефератов / РАН ИНИОН. Центр социал. науч.-информ. исслед. Отдел истории; отв. ред. В.П. Любин; ред.-сост. М.М. Минц. М., 2018. (Сер. История России).
180. Партии и выборы в Германии, 2017-2018 годы // Политика развития, государство и мировой порядок. VIII Всероссийский конгресс политологов. Москва, 6-8.12.2018. М., 2018.
181. Una breccia nella “cortina di ferro”: i convegni degli storici sovietici e italiani negli anni di guerra fredda // 1918–2018: un secolo di storia a Villa Berg. A cura di: R. Alonzi, E. Maslova. Milano, 2019. То же на рус. яз.: Прорыв «железного занавеса»: советско-итальянские конференции историков в годы холодной войны // 1918–2018: Век истории в особняке Берга: Научная монография: (Материалы международной научной конференции 6.07.2018 в Посольстве Италии в Москве и Институте Европы РАН). Отв. ред. Р. Алонци, Е. Маслова / Посольство Италии; РАН. Институт Европы. М., 2019.
182.The Soviet Union and the Origins of the State of Israel (M.Buber Institut für Judaistik, Philosophische Fakultät, Universität zu Köln, 7.05.2019). На англ. и нем. яз. В соавт. с Р. Алонци (manuscript).
183. Политика «желто-зеленого» правительства Италии 2018—2019 гг. и его конфликт с ЕС (в соавт. с Р. Алонци) // Большая Евразия: Развитие, Безопасность, Сотрудничество. Ежегодник. М., 2019.
184. Россия в немецком информационно–политическом дискурсе // Вестник Института Европы РАН. М., 2019, № 2.
185. Italija i oktjabr'skaja revoljucija 1917 goda (archivnye materialy i istoriografija) // Un radioso avvenire? L'impatto della Rivoluzione d'Ottobre sulle scienze umane / A cura di Emilio Mari, Olga Trukhanova, Marta Valeri. Roma, 2019.
186. Итальянская компартия от Коминтерна до еврокоммунизма // Левая альтернатива в XX веке: Драма идей и судьбы людей. К 100-летию Коминтерна. The Left Alternative in the 20-th Century: Drama of Ideas and Personal Stories. Сб. материалов международной научной конференции (Отв. редактор А.К. Сорокин). Proceedings of the International Scientific Conference. М.: Росспэн, 2019.
187. В Германии наступило социальное обледенение. Социопространственный раскол общества стал реальностью. Интервью с проф. К. Буттервегге // НГ-Наука. М., 8.10.2019.
188. Результаты выборов в Европейский парламент и их значение для роли Италии в ЕС // Международная научно-практическая конференция Итальянское “правительство перемен”: новая повестка для Европы? М.: Институт Европы РАН, 19.06.2019 г.
189. На германском направлении. Размышления о книге бывшего посла в Германии В.М. Гринина // Междунар. жизнь. М., 2020, № 5.
190. Италия в начале XX века: «Эра Джолитти». Предисловие // Летопись жизни и творчества М. Горького в Италии: Капри (по материалам Архива А.М. Горького) / Авт.-сост. М.А. Ариас-Вихиль. М.: ИМЛИ РАН; ЛЕКСРУС, 2020. [Рец.: Московская Д.С. в: Вестник РФФИ. Гуманитарные и общественные науки. 2021. No 4].
191. Италия и США // Феномен Трампа. Коллект. монография. М., 2020.
192. Раскол итальянских левых и полемика с Коминтерном 1921-1922 // Время Коминтерна. Материалы междунар. научных конференций к 100-летию Коммунистического Интернационала / ГПИБ России, ист. фак. МГУ им. В. М. Ломоносова; науч. ред.: О.С. Поршнева; сост.: Е.Н. Струкова, К.Б. Харитонов. М., 2020.
193. Торгово-экономическое сотрудничество России и Италии в 1920-е годы // «…мы вынуждены признать коренную перемену всей точки зрения нашей на социализм: Советская Россия в 1921-1927 гг.». XIV Плехановские чтения. Мат-лы междун. конференции в Доме Плеханова, РНБ, 6-7 ноября 2020 г. СПб., 2020 г.
194. Итоги и последствия Первой мировой войны. Взгляд через столетие // РЖ «История». М., 2020, № 3.
195. Взаимодействие науки и образования: международный проект ученых и преподавателей РУДН и РАН «Understanding and teaching the EU to future mass communication specialists» (в соавт. с Р. Алонци) // Ежегодник «Большая Евразия: Развитие, безопасность, сотрудничество» / под ред. В.И. Герасимова. Вып. 3, часть 2. М., 2020.
196. Интервью с В.П. Любиным. Итальянская левая традиция в истории XX века (к 100-летию ИКП), 21.01.2021 // Историческая экспертиза. М., 2021, № 2.
197. Особенности, типология и хронология российских революций и Гражданской войны в работах А.В. Шубина // Социальные и гуманитарные науки. Отечественная и зарубежная литература. Сер. 5: История. М., 2021, № 2.
198. «Избегать недооценки научной, политической и культурной значимости России и не упускать из виду Восточную Европу...». Интервью В.П. Любина с проф. Кр. Буттервегге. Кёльн, ноябрь 2020 г // Россия и современный мир. М., 2021, № 2.
199. Наше море: Case Studies Средиземноморского универсума Запада и Востока на страницах нового альманаха // Scripta Antiqua. Вопросы древней истории, филологии, искусства и материальной культуры. М., 2021. Том 9.
200. "Восточная политика Ватикана: взгляд из Федеративной Республики Германия" - L'Ostpolitik del Vaticano: uno sguardo dalla Repubblica Federale Tedesca // "Восточная политика Ватикана. Советский Союз и Русская Православная Церковь (1945-1978)" - L'Ostpolitik vaticana. L'Unione Sovietica e Chiesa ortodossa russa (1945-1978). A cura di Johan Ickx. Citta' del Vaticano, 2021.
201. Советские военнопленные в Германии, 1941–1945 гг. – нежелательная для немецкого общества тема? // Вестник РГГУ. Серия «Политология. История. Международные отношения». 2021. № 2.
202. Изучение в России европейской интеграции и политики ЕС и реализация международного проекта UTMOST (в соавт. с Р. Алонци) // Ежегодник «Большая Евразия: Развитие, безопасность, сотрудничество» / под ред. В.И. Герасимова. Вып. 3, часть 3. М., 2021.
203. In onore del politico e cittadino Francesco Di Piazza // Francesco Di Piazza. In molti ricordano. San Gimignano, 18.09.2021 (manoscritto).
204. L'accademico A.D. Sakharov e le sue attività in URSS - nel centenario della sua nascita // Freedom, Political Liberalism and Free Trade in Russia. From History to the Prospects of Russian-European Relations. Roma, Universita’ Sapienza, 28-29.09.2021
205. Итальянская историография фашизма: подходы левых и правых // Фашизм, неофашизм и их преступная практика. Отв. ред. А.А. Богдашкин. М., 2021 г. [Рец.: Эман И.Е. Современные подходы к анализу фашистского двадцатилетия в Италии в отечественной итальянистике // Социальные и гуманитарные науки. Отечественная и зарубежная литература. Сер. 5: История. М., 2021, № 4].
206. La Rivoluzione del 1917 e l’Italia: La storiografia russa e le sue ripercussioni nella storiogrgafia italiana // La Rivoluzione Bolscevica. Tra storiografia, interpretazioni e narrazioni 1917-1924. A cura di Giovanni Franchi, Tito Forcellese, Antonio Macchia. Roma, 2021.
207. Выборы в Германии сентября 2021 года и перемены в политике ФРГ и ЕС в отношении России // Россия и политический порядок в меняющемся мире: ценности, институты, перспективы. Материалы IX Всероссийского конгресса политологов. Москва, 16-18 декабря 2021 г. М., 2021.
208. Афганские мигранты 2021 г. и идентичность ЕС (в соавт. с Р. Алонци) // Большая Евразия: Развитие, безопасность, сотрудничество. Ежегодник. Выпуск 5. Часть 1. М., 2022.
209. La Roumanie et son entrée dans l'Union européenne : un regard de Russie // Synergies Roumanie. Revue du Gerflint. Numéro 16, Année 2021. Mise en ligne : 04  avril 2022.
210. Столетие Первой мировой войны: Некоторые тенденции новой российской и зарубежной историографии // Проблемы новейшей историографии Первой мировой войны. Материалы международной научной конференции (Москва, 23 марта 2021 г.). М., 2022.

## Переводы иностранных авторов на русский язык
1. Спадолини, Джованни (Spadolini, Giovanni). Я никогда не отделял политику от культуры. Интервью с Председателем Сената Итальянской Республики Джованни Спадолини // «Мировая экономика и международные отношения» (МЭиМО). М., 1990, № 10.
2. Боббио, Норберто (Bobbio, Norberto). Будущее демократии. М., 1984.
3. Боббио, Норберто (Bobbio, Norberto). Утопия демократии - Левые 2000 года. М., 1991.
4. Боббио, Норберто (Bobbio, Norberto). Интеллектуалы и власть // Вопросы философии. М., 1992, № 8.
5. Ганс-Георг Гадамер (Hans-Georg Gadamer). XX век: Размышления о пережитом. Интервью // Вопросы философии. М., 1996, № 7.
6. Тиммерманн, Хайнц (Timmermann, Heinz). Европа-Германия-Россия: импульсы для партнерства. Köln, 1998 // Internationale Politik. Moskau, 1998; Полития,  М., 1998, № 2.
7. Бурдье, Пьер (Bourdieu, Pierre). Капитализм как консервативная реставрация // РЖ «Социология». М., 1998.
8. Ленцен, Ирис (Lenzen, Iris). Использование труда русских военнопленных в Германии (1914-1918 гг.) // Вопросы истории. М., 1998, № 4.
9. Шмидт Х. (Schmidt, Helmut). Найдите сами свой путь. Интервью с бывшим канцлером ФРГ // Независимая газета – Дипкурьер. М., 22 марта 2001.
10. Тиммерманн, Хайнц (Timmermann, Heinz). Стратегическое партнерство: Что делать Евросоюзу для установления более тесной связи с Россией // Полития. М., 2002, № 2.
11. Плева, Норберт (Plewa, Norbert). В русском плену: Воспоминания (1945-1949 гг.) // Россия и современный мир. М., 2000, № 3 (28).
12. Плева, Норберт (Plewa, Norbert). Воспоминания о войне: Встречи с русскими людьми // Россия и современный мир. М., 2003, № 4 (41).
13. Поттхофф, Хайнрих (Potthoff, Heinrich); Миллер, Сюзане (Miller, Susanne). Краткая история СДПГ, 1848—1998. М.: Памятники истор. мысли, 1999, 2003.
14. Шнайдер, Эберхард (Schneider, Eberhard). Политическая система Российской Федерации. М.: ИНИОН РАН, 2002.
15. История искусства в 20-ти томах (Милан, изд. Риччи) (Milano: Ed. Ricci). Т.19. XIX век. М., 2003 (рукопись).
16. Нелье, Пьетро (Neglie, Pietro). Международный терроризм после 11 сентября: Взгляд из Италии. // АПЕ «Европа и США перед вызовами терроризма». М., 2003, № 1.
17. Магрис, Клаудио (Magris, Claudio). Другое море. СПб.: Симпозиум, 2005.
18. Магрис, Клаудио (Magris, Claudio). Литература и право: противоположные подходы ко злу // Иностранная литература. М., 2008, № 10.
19. https://www.rapn.ru/partner/files/politlexikon.pdf Шуберт, Клаус (Schubert, Klaus); Кляйн, Мартина (Klein, Martina). Политлексикон. М., 2013. – 783 с. (электронный вариант, 2015).
20. Тромбетти, Катерина (Trombetti, Caterina). Мир - он для всех. Стихотворения из сборников «Dentro al fuoco“, „Fiori sulla muraglia“, „Poesie per Algeria”, „Attimi e infinito“ // «Вышгород». – Таллин, 2014. № 1-2.
21. Грациози, Андреа (Graziosi, Andrea). История СССР. Отв. ред. и переводчик. М.: Росспэн, 2016.
22. Буттервегге Кр. (Butterwegge, Christof). В Германии наступило социальное обледенение. Социопространственный раскол общества стал реальностью // Независимая газета. НГ-Наука. М., 2019, 9 октября.
23. Буттервегге Кр. (Butterwegge, Christof). Избегать недооценки научной, политической и культурной значимости России и не упускать из виду Восточную Европу // Россия и современный мир. М., 2020, № 2.